# Magma (альбом)
Magma — шестой студийный альбом французской метал-группы Gojira, выпущенный 17 июня 2016 года на лейбле Roadrunner Records. Альбом был записан в собственной студии группы в Нью-Йорке и спродюсирован вокалистом Gojira Джо Дюплантье. Альбом был продан тиражом почти 17 000 копий за первую неделю выпуска в Соединенных Штатах, заняв 24-е место в Billboard 200, что сделало Magma наиболее коммерчески успешным альбомом коллектива. Альбом был отмечен как стилистический отход от предыдущих релизов группы, отличающийся более доступным атмосферным звуком и более частым использованием чистого вокала. На 59-й ежегодной премии «Грэмми» альбом был номинирован на лучший рок-альбом, а сингл «Silvera» был номинирован на лучшее метал-исполнение.

## Предыстория
В ноябре 2014 года Gojira переехали в Нью-Йорк, и началось строительство их собственной музыкальной студии в Куинсе. К апрелю 2015 года студия была завершена, и группа начала записывать в ней музыку. Однако запись альбома была приостановлена из-за болезни матери Джо и Марио Дюплантье. На этом этапе братья Дюплантье решили связать название альбома с изображением магмы в ядре Земли, заявив, что они «чувствовали смесь между воспоминаниями о прошлом и страхом перед будущим, со всеми эмоциями, горящими внутри. Магма — это выражение чего-то кипящего внутри: мы не можем прикоснуться к ней, но в конце концов она взорвется. Это прекрасно объясняет то, что мы чувствовали в то время». Их мать впоследствии умерла. Группа провела некоторое время в туре, прежде чем вернуться в студию для продолжения записи. Сведение альбома было завершено в феврале 2016 года.

## Создание и музыкальный стиль
Magma звучит менее экстремально, чем предыдущие альбомы Gojira. Марио Дюплантье сказал: «Это потребность, соответствующая нашему возрасту, нашему жизненному опыту, периодам, которые мы пережили», говоря о рождении и смерти. Относительно общего тона альбома он сказал, что он будет «более зрелым, менее интуитивным», добавив, что они также «пытались усовершенствовать музыку […] это была настоящая проблема — разработать простые вещи на ударных», в то время как Жан-Мишель Лабади отметил, что они «хотели большего дыхания» в композициях. Марио Дюплантье заявил о тематическом аспекте альбома: «Когда читаешь тексты Джо, я сразу начинаю плакать. Они очень глубокие и точные. Никакой ерунды. Мы перерабатываем нашу печаль и депрессию в музыке». Альбом делает больший упор на чистый вокал, на что Джо Дюплантье сказал:

Настоящий вопрос для меня: почему я вообще начал кричать? […] Я очень давно хотел петь. Сейчас я чувствую себя более спокойным в своей жизни, у меня есть любовь в моей жизни и у меня есть семья, но у меня все еще есть эта ярость по поводу мира, политики, экологических проблем, с которыми мы сталкиваемся, и того, как люди загрязняют Землю, факт что в школе я так страдал от жестокости других детей. Все это я ношу внутри себя, и я думаю, они заставили меня кричать в микрофон.

Джо Дюплантье заявил об общем направлении альбома: «Мы хотим короткий альбом. Что-нибудь менее эпичное, чем то, что мы обычно делаем. Теперь внимание людей меньше. Так что многие песни длятся по четыре минуты». Он также заявил: «У нас есть несколько риффов в стиле Pantera, что для нас в новинку. Но […] мы хотим, чтобы риффы иногда были немного резче». Он также объяснил, что процесс написания Magma отличался от предыдущих альбомов, сказав, что «Мы делаем вещи немного по-другому. Мы отметаем песни, отметаем риффы, чего мы никогда раньше не делали. [В прошлом] мы готовили 12 песен, шли в студию и записывали их точно так же, как на демо. На этот раз мы решили сделать это по-другому».
Впервые в своей карьере Джо Дюплантье спел на родном языке в песне «Low Lands»: «par – delà le ciel, par – delà le soleil» (с фр. — «За пределами неба, за пределами солнца»). Песня «Magma» описывала «путешествие к солнцу» и пробуждала представление Джо Дюплантье о реинкарнации.

## Продвижение
2 апреля 2016 года группа выпустила официальный видеоклип на трек «Stranded», срежиссированный Винсентом Калдони. 20 мая 2016 года Gojira выпустили «неистовый, шокирующий» музыкальный клип на песню «Silvera» — видео, которое Rolling Stone описало как «брутальную резню на крыше Нью-Йорка среди множества падающих тел», было снято Дрю Коксом.
8 июля 2016 года группа выпустила видеоклип на предпоследний трек альбома «Low Lands». Музыкальное видео, которое группа описала как «интимное и поэтическое произведение», было снято фотографом Аленом Дюплантье, двоюродным братом Джо и Марио Дюплантье, при содействии их сестры Габриель, также фотографа. Музыкальное видео показывает дом детства братьев Дюплантье в Ондре в лесу Ландов, «возле бурного океана», а также «готические визуальные эффекты и некоторые символически личные образы» для братьев, в которых смешивались представления об «отсутствии и вездесущности матери». В видео Клэр Теодоли, двоюродная сестра Джо, Марио и Габриэль Дюплантье, сыграла роль матери, «идущей навстречу своему избавлению». Музыкальное видео было смонтировано оператором-постановщиком/монтажёром Матье Лакло. Песня была «открытым письмом Джо к его матери». Сначала он боялся, что видео будет слишком личным, но, тем не менее, упомянул, что песня будет обращена к тем, кого «коснулась потеря любимого человека». Марио Дюплантье сказал:

Наша мать хотела, чтобы мы развели очень большой костёр после её ухода, праздник, который она назвала «Освобождение Патриции». Через два дня после ее смерти мы собрали около сотни человек и зажгли костёр высотой шесть или семь метров. Наш дядя Ален присутствовал и был очень тронут. Мы воссоздали этот гигантский огонь для съемок.

## Концертный тур

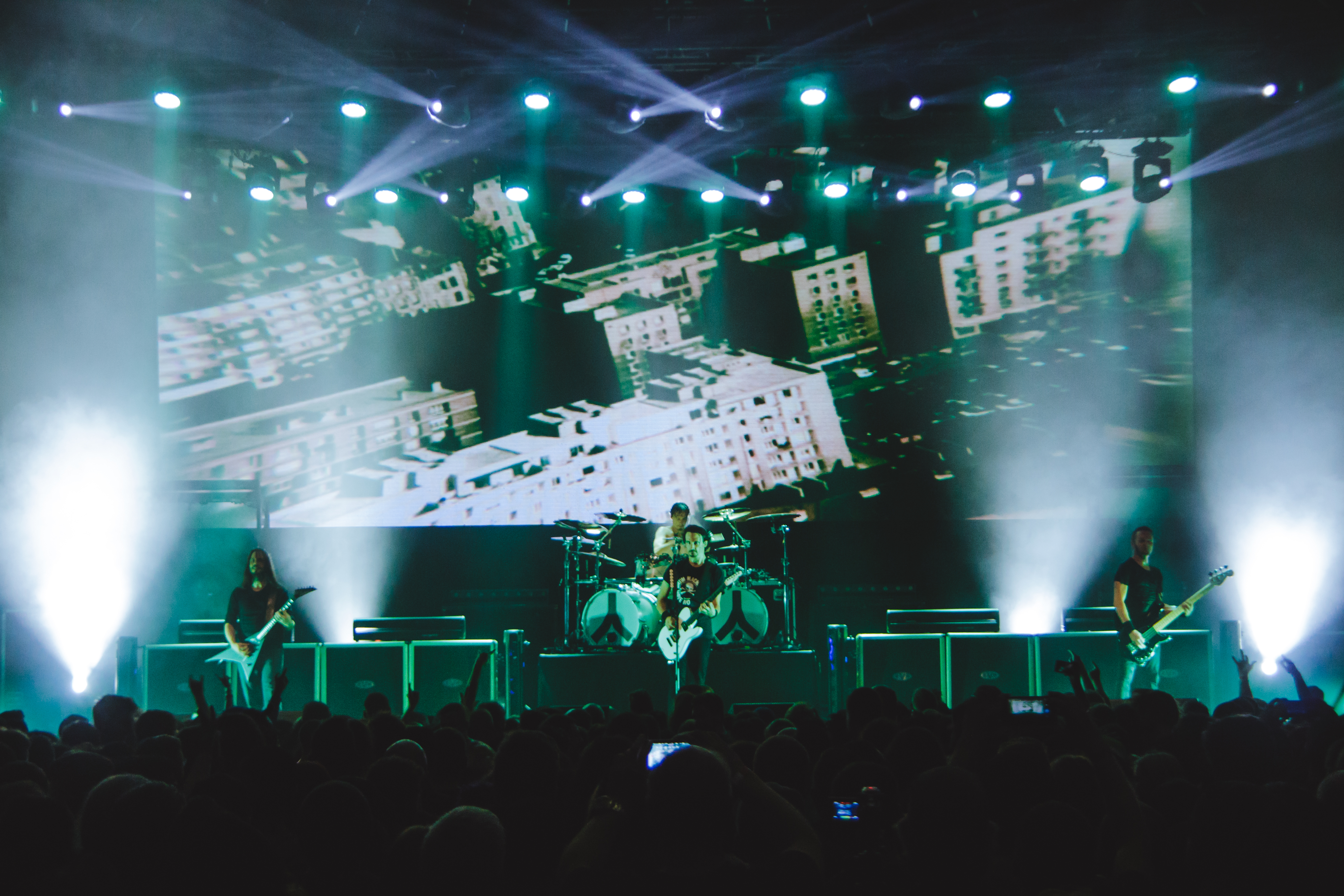
Gojira выступает в Торонто, Онтарио 20 октября 2016 года. Для Gojira визуальные образы играют «важную роль» на концертах

Тур «Magma World Tour» состоял из шести недель гастролей, затем месячного перерыва перед новым возвращением в тур на пять-шесть недель, и повторение этого цикла общей продолжительностью около трех с половиной лет.
2 мая 2016 года Gojira объявил о турне по Северной Америке в поддержку Magma. Группа была поддержана британской метал-группой Tesseract и гастролировала по США и Канаде с июля по октябрь 2016 года. В начале июня группа дебютировала с двумя новыми песнями «Silvera» и «Stranded» на фестивале Rock in Vienna в Австрии. 14 июля Gojira дали секретный концерт для трехсот человек в клубе Saint Vitus в Нью-Йорке, билеты на который были распроданы за десять минут. Loudwire написали, что «Нью-Йорк всегда будет домом для Gojira, и фанаты будут появляться везде, где они играют, независимо от размера места концерта». Они также сообщили, что Джо Дюплантье говорил о террористической атаке в Ницце, «что для большинства из нас было первым вечером, когда мы услышали о катастрофе». Они также отметили, что это было «горько-сладко, потому что это был день рождения басиста Жан-Мишеля Лабади». В июле 2016 года группа объявила, что они будут поддерживать Alter Bridge и Volbeat в европейском туре в ноябре и декабре 2016 года.

## Отзывы критиков
| Совокупная оценка    | Совокупная оценка |
| Источник             | Оценка            |
| -------------------- | ----------------- |
| Metacritic           | 79/100            |
| Оценки критиков      |                   |
| Источник             | Оценка            |
| AllMusic             | [ 28 ]            |
| Rolling Stone        | [ 29 ]            |
| The Guardian         | [ 30 ]            |
| Metal Hammer         | [ 31 ]            |
| Metal Hammer (Герм.) | [ 32 ]            |
| Rock Hard            | [ 33 ]            |
| Exclaim!             | [ 34 ]            |
| Spin                 | [ 35 ]            |
| The Austin Chronicle | [ 36 ]            |
| Loudwire             | без оценки        |
| Metal Injection      | [ 38 ]            |
| MetalSucks           | [ 39 ]            |
| Blabbermouth         | [ 40 ]            |
| Popmatters           | [ 41 ]            |
| Pitchfork            | [ 2 ]             |
| Ultimate Guitar      | [ 42 ]            |
| Consequence of Sound | B+                |
| The Line of Best Fit | [ 44 ]            |
| Metal.de             | [ 45 ]            |
| Metal1.info          | [ 46 ]            |

Magma получил положительные отзывы музыкальных критиков. На Metacritic рейтинг альбома составляет 79 баллов из 100 на основании 12 обзоров, что указывает на «в целом положительные отзывы».
В обзоре Дома Лоусона для The Guardian он дал альбому 5/5, написав, что «Magma — это тот альбом, который металлисты хотели бы показать „неверующим“, хотя бы потому, что он опровергает все обычные стереотипы о том, что жанр тупой и лишен воображения». Адриен Бегранд в обзоре для Spin также положительно воспринял альбом, написав, что на Magma Gojira «еще больше ослабили свое характерное звучание, чаще всего создавая песни вокруг одного коварно запоминающегося риффа и сопротивляясь самодостаточным полетам фантазии. Молодым исполнителям современного металла свойственно демонстрировать удивительное техническое мастерство, но при этом у них отсутствует чувство сдержанности. В отличие от этого, сейчас нет ничего лучше, чем напряженная, минималистичная Magma».
Дэниел Эпштейн из Rolling Stone отметил, что Magma знаменует собой стилистическое отклонение Gojira по сравнению с предыдущими альбомами. «По большей части отсутствуют эпические аранжировки песен и потрясающее инструментальное волшебство, которым отмечены их записи на протяжении всего альбома L'Enfant Sauvage 2012 года. Вместо этого новые треки, такие как «The Shooting Star», «Stranded» и «Pray», больше посвящены поиску устрашающих грува или риффов и выжиманию из них всё до последней капли тьмы и катарсиса». Он отмечает смерть матери Джо и Марио Дюплантье как вероятное влияние на это развитие. Эпштейн также сравнил альбом с одноименным альбомом Metallica и The Hunter Mastodon, написав, что «для тех, кто может оценить жесткий рок-альбом, наполненный эмоциями, которые часто столь же тяжелы, как и его риффы, Magma предлагает опыт, который настолько же позитивный, насколько и терапевтический».
В рецензии для Pitchfork Зои Кэмп описала Magma как «их самый доступный релиз, мелодически-ориентированный и заряженный эмоциями». Кэмп встала на сторону Эпштейна и других критиков, считая альбом стилистическим отходом от предыдущих релизов. Кэмп писала, что на Magma Gojira «демонстрирует напряженный, запоминающийся кроссовер, который привносит в их пьянящий металл в равной степени мелодичную непосредственность и эмоциональную близость, сохраняя при этом столпы их едкого арсенала: мат-риффы, необычные размеры, свирепый, дэт-металлический вокал и, прежде всего, всепоглощающее беспокойство. Новый звук в значительной степени является следствием горя Дюплантье; их мать умерла во время создания альбома, заставив братьев выйти из своих голов и пересмотреть материал, который у них был до сих пор — часто борясь со слезами во время сессий записи».

### Признание
| Издание              | Список                                                | Позиция |
| -------------------- | ----------------------------------------------------- | ------- |
| Consequence of Sound | 50 лучших альбомов 2016 года                          | 33      |
| WhatCulture          | 20 лучших хард-рок и метал-альбомов 2016 года         | 1       |
| Metal Hammer         | Альбом года                                           | 1       |
| Metal Injection      | Топ-20 альбомов 2016 года от редакции Metal Injection | 12      |
| Rolling Stone        | 20 лучших метал-альбомов 2016 года                    | 8       |
| Loudwire             | 20 лучших метал-альбомов 2016 года                    | 4       |
| MetalSucks           | 25 лучших метал-альбомов за 2010-2019 годы            | 1       |

## Список композиций
Все тексты написаны Джо Дюплантье, вся музыка написана Джо Дюплантье и Марио Дюплантье.
| №                   | Название                          | Длительность |
| ------------------- | --------------------------------- | ------------ |
| 1.                  | «The Shooting Star»               | 5:42         |
| 2.                  | «Silvera»                         | 3:33         |
| 3.                  | «The Cell»                        | 3:18         |
| 4.                  | «Stranded»                        | 4:29         |
| 5.                  | «Yellow Stone» (инструментальная) | 1:19         |
| 6.                  | «Magma»                           | 6:42         |
| 7.                  | «Pray»                            | 5:14         |
| 8.                  | «Only Pain»                       | 4:00         |
| 9.                  | «Low Lands»                       | 6:04         |
| 10.                 | «Liberation» (инструментальная)   | 3:35         |
| Общая длительность: | Общая длительность:               | 43:56        |

## Участники записи
- Джо Дюплантье — вокал, ритм-гитара, флейта, сведение, аранжировки
- Кристиан Андрю — соло-гитара
- Жан-Мишель Лабади — бас-гитара, сведение
- Марио Дюплантье — ударные

## Чарты
| Чарт (2016)                         | Высшая позиция |
| ----------------------------------- | -------------- |
| Австралия (ARIA)                    | 11             |
| Австрия (Ö3 Austria)                | 9              |
| Бельгия/Фландрия (Ultratop)         | 15             |
| Бельгия/Валлония (Ultratop)         | 28             |
| Канада (Canadian Albums Chart)      | 17             |
| Дания (Hitlisten)                   | 40             |
| Нидерланды (Album Top 100)          | 43             |
| Финляндия (Suomen virallinen lista) | 5              |
| Франция (SNEP)                      | 10             |
| Германия (Offizielle Top 100)       | 14             |
| Венгрия (MAHASZ)                    | 31             |
| Ирландия (IRMA)                     | 32             |
| Италия (Classifica album)           | 95             |
| Новая Зеландия (RMNZ)               | 26             |
| Норвегия (VG-lista)                 | 9              |
| Португалия (AFP)                    | 21             |
| Испания (PROMUSICAE)                | 64             |
| Швеция (Sverigetopplistan)          | 26             |
| Швейцария (Schweizer Hitparade)     | 4              |
| Великобритания (UK Albums Chart)    | 24             |
| США (Billboard 200)                 | 24             |